# Tchi tchi
Clip vidéo
[vidéo] « Tino Rossi - Tchi-tchi », sur YouTube
[vidéo] « Tino Rossi : O Catarinetta bella! Tchi-tchi (1936) (au cinéma) », sur YouTube
Tchi tchi ou Ô Catarinetta bella, tchi-tchi est une chanson française de Tino Rossi, enregistrée en single chez Columbia Records, et pour la musique du film musical Marinella, de Pierre Caron, de 1936, un des succès emblématiques de sa carrière et de la chanson française de l'époque.

## Histoire
Tino Rossi, âgé de 29 ans en 1936, est au début d'un succès de carrière fulgurant en tant que chanteur et acteur de charme, crooner, et nouvelle coqueluche du music-hall, des ventes de disques et des radios TSF françaises de l'époque. 
Son film musical Marinella, de Pierre Caron, réalisé spécialement pour lui, est un triomphe national, avec les titres de Vincent Scotto (Marinella, Tchi-tchi, J'aime les femmes c'est ma folie, Laissez-moi vous aimer) qu'il interprète et joue avec des paroles d'Émile Audiffred, René Pujol et Géo Koger. 
Ô Catarinetta bella, tchi-tchi est une sérénade populaire inspirée d'air traditionnel corse, d'où est originaire Tino Rossi, né à Ajaccio « O Catarinetta bella! Tchi-tchi, écoute l'amour t'appelle tchi-tchi, pourquoi dire non maintenant? Ah... ah..., faut profiter quand il est temps, Ah... ah..., Oh ma belle Catarinetta, l'amour, c'est une chose éternelle, demande-le, crois-moi, à ta mère, elle l'a chanté avec ton père, bien avant toi... ». 

## Au cinéma
- 1936 : Marinella, film musical de Pierre Caron, interprétée par Tino Rossi.

## Littérature
- 1973 : Astérix en Corse, de René Goscinny et Albert Uderzo, le titre de la chanson inspire le nom du chef de clan corse Ocatarinetabellatchitchix, en rapport aux origines corses de Tino Rossi[5].